# 岐阜県学習塾協会
一般社団法人岐阜県学習塾協会（ぎふけんがくしゅうじゅくきょうかい）は、岐阜県内の学習塾のレベルアップを図るため、1977年（昭和52年）に設立された一般社団法人である。

## 沿革
- 1977年（昭和52年） - 設立。
- 2010年（平成22年） - 一般社団法人となる。

## 主な活動
- 教育フェアぎふ - 学習塾向けの教材・機器などを一堂に集めたフェアを年1回行っている。
- 岐阜新聞にコラム掲載 - 岐阜新聞夕刊に「進学るーむ」という中学生向けコラムを掲載している。
- 私学との懇親会 - 岐阜県・愛知県の私立中学・高校と親睦を深めるための懇親会を開催している。
- 学力判定テスト - 年1回、岐阜県内の中学3年生を対象とした模擬テストを実施している。

## 加盟塾
- キタン塾
- 須田塾
- 若木塾
- Ａ塾
- ガッツ家庭教師
- 垂井学習園
- WiGo個別